# Inițiativa de cooperare de la Istanbul
Inițiativa de cooperare de la Istanbul (ICI) este o inițiativă lansată în cadrul summitului NATO de la Istanbul din 2004.
În cadrul acestui summit, liderii NATO au decis să ridice Dialogul Mediteraneean al Alianței într-un parteneriat autentic și să lanseze ICI cu țările selectate din regiunea mai largă a Orientului Mijlociu. Inițiativa este o ofertă de a se angaja în activități practice de cooperare în domeniul securității cu statele din întregul Orient Mijlociu. Această nouă inițiativă este alături de Programul Parteneriat pentru Pace al NATO și Dialogul Mediteraneean. NATO în sine consideră aceste parteneriate de cooperare în domeniul securității ca răspuns la noile provocări ale secolului XXI și ca o completare a deciziilor G8 și SUA-UE de susținere a cererilor de reformă din regiunea extinsă a Orientului Mijlociu. ICI oferă o cooperare practică cu națiunile interesate din Orientul Mijlociu extins în domenii precum:
- Counter-ADM;
- Contraterorism;
- Instruire și educație;
- Participarea la exercițiile NATO;
- Promovarea interoperabilității militare;
- Pregătirea în caz de dezastre și planificarea urgențelor civile;
- Consultanță personalizată privind reforma apărării și relațiile civil-militare; și
- Cooperarea privind securitatea frontierelor pentru a ajuta la prevenirea traficului ilicit de droguri, arme și oameni.

## Membri
- Bahrein
- Qatar
- Kuweit
- Emiratele Arabe Unite